# Coleman Scott
Coleman Scott (ur. 19 kwietnia 1986 w Waynesburg) – amerykański zapaśnik startujący w kategorii do 60 kg w stylu wolnym, brązowy medalista olimpijski.
Największym jego sukcesem jest brązowy medal igrzysk olimpijskich w Londynie w kategorii 60 kg. Złoto na mistrzostwach panamerykańskich w 2016 i brąz w 2010. Pierwszy w Pucharze Świata w 2012; drugi w 2015 i trzynasty w 2013.
Zawodnik Waynesburg Central High School i Oklahoma State University. Cztery razy All-American (2005 – 2008) w NCAA Division I, pierwszy w 2008; drugi 2007; piąty w 2006; ósmy w 2005 roku.
Wygrał Big 12 Conference w 2005 i 2007 roku.